# Stanley Tucci
Stanley Tucci (født 11. november 1960 i Peekskill, New York, USA) er en amerikansk filmskuespiller, uddannet ved State University of New York at Purchase under State University of New York.
Han debuterede med en lille rolle i Familiens ære i 1985. Han har spillet et bredt spektrum af biroller i film som Vild med New York (1989, Hurtige penge (1990), Billy Bathgate - gangsterens lærling (1991), Pelikan-notatet (1993) og Mrs. Parker og den onde cirkel, (1994). Han var den fornuftige bror i Big Night (1996), og spillede biroller i Woody Allens Harry - stykke for stykke (1997) og En skærsommernatsdrøm (1999).
Tucci har siden spillet karakterroller i Road to Perdition (2002), The Life and Death of Peter Sellers (2004; som instruktøren Stanley Kubrick), Lucky Number Slevin (2006) og The Devil Wears Prada (2006).

## Udvalgt filmografi
- Familiens ære (1985)
- Vild med New York (1989)
- Hurtige penge (1990)
- Billy Bathgate - gangsterens lærling (1991)
- Pelikan-notatet (1993)
- Mrs. Parker og den onde cirkel (1994)
- Big Night (1996)
- Harry - stykke for stykke (1997)
- En skærsommernatsdrøm (1999)
- Road to Perdition (2002)
- The Life and Death of Peter Sellers (2004)
- Lucky Number Slevin (2006)
- The Devil Wears Prada (2006)
- Captain America: The First Avenger (2011)
- The Hunger Games (2012)
- The Hunger Games: Catching Fire (2013)
- Hr. Peabody & Sherman (2014)
- Transformers: Age of Extinction (2014)
- The Hunger Games: Mockingjay - Del 1 (2014)
- The Hunger Games: Mockingjay - Del 2 (2015)
- The Witches (2020)